# Desidae
Desidae é uma família de aranhas araneomorfas que habitam a zona entremarés com distribuição natural centrada no hemisfério sul.

## Géneros
A família Desidae inclui 38 géneros, com cerca de 180 espécies descritas:
- Badumna Thorell, 1890 (Australásia, América do Norte, Paraguai)
- Canala Gray, 1992 (Nova Caledónia)
- Cicirra Simon, 1886 (Tasmânia)
- Colcarteria Gray, 1992 (Austrália)
- Desis Walckenaer, 1837 (África, Oceânia, Australásia, Galápagos)
- Epimecinus Simon, 1908 (Austrália, Nova Caledónia)
- Forsterina Lehtinen, 1967 (Austrália, Nova Caledónia)
- Gasparia Marples, 1956 (Nova Zelândia)
- Gohia Dalmas, 1917 (Nova Zelândia)
- Goyenia Forster, 1970 (Nova Zelândia)
- Hapona Forster, 1970 (Nova Zelândia)
- Helsonia Forster, 1970 (Nova Zelândia)
- Hulua Forster & Wilton, 1973 (Nova Zelândia)
- Laestrygones Urquhart, 1894 (Nova Zelândia, Tasmânia)
- Lamina Forster, 1970 (Nova Zelândia)
- Lathyarcha Simon, 1908 (Austrália)
- Mangareia Forster, 1970 (Nova Zelândia)
- Matachia Dalmas, 1917 (Nova Zelândia)
- Mesudus Özdikmen, 2007 (Nova Zelândia) - anteriormente Manawa Forster, 1970)
- Myro O. P-Cambridge, 1876 (Tasmânia, (Nova Zelândia)
- Namandia Lehtinen, 1967 (Tasmânia)
- Neomyro Forster & Wilton, 1973 (Nova Zelândia)
- Notomatachia Forster, 1970 (Nova Zelândia)
- Nuisiana Forster & Wilton, 1973 (Nova Zelândia)
- Ommatauxesis Simon, 1903 (Tasmânia)
- Otagoa Forster, 1970 (Nova Zelândia)
- Panoa Forster, 1970 (Nova Zelândia)
- Paramatachia Dalmas, 1918 (Austrália)
- Paratheuma Bryant, 1940 (Estados Unidos, Oceânia, Coreia, Japão)
- Phryganoporus Simon, 1908 (Austrália)
- Pitonga Davies, 1984 (Austrália)
- Porteria Simon, 1904 (Chile)
- Rapua Forster, 1970 (Nova Zelândia)
- Syrorisa Simon, 1908 (Nova Caledónia, Austrália)
- Taurongia Hogg, 1901 (Austrália)
- Toxops Hickman, 1940 (Tasmânia)
- Toxopsoides Forster & Wilton, 1973 (Nova Zelândia)
- Tuakana Forster, 1970 (Nova Zelândia)